# Містер Фріз
Містер Фріз (Мороз), справжнє ім'я доктор Віктор Фріз (англ. Mr. Freeze, Dr. Victor Fries) — вигаданий суперлиходій зі всесвіту DC Comics, ворог Бетмена.
Спочатку злодій іменувався містером Зеро і був одним з численних одноразових божевільних супротивників Бетмена. Пізніше він з'явився у серіалі «Бетмен» 60-х років, де персонажу дали прізвисько «містер Фріз», під яким він запам'ятався фанатам. Але потім він був забутий на 30 років.
Але у 90-х персонаж повернувся і знову був змінений — у популярному мультсеріалі «Бетмен» в епізоді «Heart of Ice», написаному Полом Діні, Фріз перетворився на трагічного антигероя, який скоює злочини тільки, щоб вилікувати смертельно хвору дружину. Цей епізод вважається новаторським для мультфільму, показуваного у суботу вранці і допоміг задати тон для інших психологічно і морально складних епізодів, крім того він був нагороджений премією Еммі. Ця передісторія була включена як канон і в основній всесвіту коміксів і, крім того, використовувалася і у всіх інших втіленнях персонажа. Любов і відданість замість божевілля і жадібності як мотиви дій змушує багатьох фанатів вважати Фріза лиходієм, що викликає симпатію, а деяких і зовсім вважати антигероєм і вимушеним противником Темного лицаря.
Містер Фріз займає № 67 у списку «100 найкращих коміксних лиходіїв» за версією IGN.